# Flavius Caesarius
Flavius Caesarius est un homme politique romain de la fin du IVe siècle et du début du Ve siècle. Il servit les empereurs romains d'Orient Théodose Ier et Arcadius en tant que maître des offices de 386 à 387 et préfet du prétoire d'Orient de 395 à 397 et de 400 à 403. Il fut nommé consul pour la partie orientale de l'Empire en 397.

## Biographie

### Carrière
Caesarius est nommé maître des offices en 386. À ce titre, il est envoyé par l'empereur Théodose à Antioche en 387 après la « révolte des statues », qui a vu la population renverser les bustes de la famille impériale pour protester contre l'augmentation des taxes,.
Parvenu dans la ville avec Ellobicus, magister militum per Orientem, Caesarius prête une attention particulière dans son enquête à la situation des citoyens d'Antioche. Dans le rapport qu'il rend à l'empereur, il plaide pour la clémence envers eux. Après une sévère répression, Théodose accorde finalement l'amnistie. L'orateur antiochien Libanius remercie Caesarius pour son intervention dans l'une de ses orations.
En dépit de ses mérites, Caesarius n'est pas nommé à de plus de hauts offices dans les années suivantes, pendant que Rufinus est au pouvoir en tant que maître des offices et préfet du prétoire d'Orient. 
Dans le même temps, Aurelianus fait carrière et succède à Rufinus en tant que maître des offices en 392, avant de devenir préfet de la ville de Constantinople entre 393 et 394.

#### Préfet du prétoire d'Orient et consul
Après la mort de Rufinus en novembre 395, Caesarius lui succède en tant que préfet du prétoire d'Orient. À ce poste, il annule plusieurs lois passées par Rufinus, dont l'interdiction faite aux habitants originaires de Lycie, à l'instar de ses ennemis personnels Eutolmius Tatianus et Proculus, de se rendre à Constantinople.
En 397, Caesarius est nommé consul en même temps que Nonius Atticus.
En avril 400, Gaïnas entre à Constantinople avec son armée et demande à l'empereur Arcadius de déposer et de lui remettre Aurelianus et Saturninus. Gaïnas choisit Caesarius comme successeur à Aurelianus à l'office de préfet du prétoire d'Orient, mais, après, une courte période, quitte Constantinople avant d'être vaincu par le magister militum per Orientem Fravitta.
Malgré la défaite de Gaïnas, Caesarius demeure en poste jusqu'en 403. Une inscription retrouvée à Tralles désigne Caesarius par le titre de Patricius, un titre qui, combiné avec la préfecture du prétoire d'Orient et son statut d'ancien consul, place Caesarius au sommet de la hiérarchie impériale.

### Fin de sa vie
Caesarius racheta un monastère aux partisans de Macedonius. La propriété avait été laissée en héritage aux moines par Eusebia, une amie proche de la femme de Caesarius, qui leur demanda d'enterrer les reliques des quarante martyrs de Sébaste qu'elle conservait chez elle. Caesarius détruit le monastère et y enterre sa femme et son amie. Il construit par la suite sur le site un sanctuaire à saint Thyrse et sa propre tombe.

## Dans la littérature
Caesarius a été identifié par certains universitaires au personnage de Typhon dans le De la providence de Synesius. L'histoire rapporte la lutte entre le dieu égyptien Osiris et Typhon, qui pourrait être une allégorie de la lutte entre Aurelianius et Caesarius durant la période de la révolte de Gaïnas. Dans le roman, Aurelianus serait identifié à Osiris et joue le rôle du personnage principal. Cette interprétation est contestée par les auteurs de la Prosopography of the Later Roman Empire, qui identifient quant à eux le personnage de Typhon à Eutychianus.